# Skyddsdikning
Skyddsdikning kallas det inom skogsbruket när man dikar ut försumpade hyggen som ska återplanteras. Skyddsdikena ska alltså skydda plantorna mot en alltför hög grundvattenyta, med åtföljande syrgasbrist.

## Hydrologisk bakgrund
En avverkningsmogen skog suger upp och transpirerar stora mängder vatten från marken, vilket leder till både lågt grundvattenstånd och en låg avrinning från skogen. Oftast finns det inget behov av artificiell dränering, så länge de gamla träden står kvar.
När skogen sedan avverkas, finns det inte lika många större träd kvar, som kan suga upp vattnet från marken och då höjs grundvattennivån. Detta resulterar i en försumpning av hygget, vilket gör det svårt att framgångsrikt kunna föryngra beståndet. Trädplantorna riskerar att helt eller delvis dränkas av det högre grundvattenståndet. För att kunna sänka grundvattenståndet så pass mycket att plantorna kan överleva och frodas, kan skyddsdiken (grunda öppna diken) anläggas på hygget.  
Allt eftersom trädplantorna växter till, ökar också deras transpiration, vilket leder till att dikningsbehovet minskar i motsvarande grad på det tidigare hygget. När beståndet väl har slutit sig efter ca 20-30 år, har skyddsdikena fullföljt sin uppgift och tillåts nu att växa igen.

## Miljöpåverkan
Slutavverkning, markberedning och skyddsdikning påverkar vattendrag genom att öka mängden partiklar och växtnäringsämnen som transporteras till vattendragen i hyggets närhet. Partiklarna kan slamma igen uppväxtbottnar för flodpärlmussla och insekter samt lekbottnarna för öring. Igenslamningen gör att de unga musslorna och öringens rom kvävs. Det är därför viktigt att beväxta skyddszoner finns mot vattendraget och att diken inte mynnar direkt i vattendraget utan har översilningsområden där partiklar kan fastna. Skyddsdikning innebär också med nödvändighet att grundvattennivån vid dikena sänks. Detta innebär vanligen att träd etableras i närområdet. Påverkan kan ske flera tiotals meter ut.

## Juridik
I Sverige räknas skyddsdikning inte som markavvattning och kräver därför inte något tillstånd. Däremot är skyddsdikning anmälningspliktigt till Skogsstyrelsen (skall ske senast 6 veckor innan åtgärd) och kan kräva samråd med Skogsstyrelsen.